# 第十二代馬爾博羅公爵詹姆斯·斯賓塞-邱吉爾
第十二代馬爾博羅公爵查爾斯·詹姆斯·斯賓塞-邱吉爾（英語：Charles James Spencer-Churchill, 12th Duke of Marlborough；1955年11月24日—）是一名英格蘭貴族，也以「傑米·布蘭德福德」和「傑米·馬爾博羅」等名為人熟知。他曾在1972年3月前使用桑德蘭伯爵作為禮節性頭銜，此後則使用布蘭德福德侯爵頭銜，直至2014年10月繼承公爵爵位為止。
公爵是斯賓塞家族的成員，是前英國首相溫斯頓·邱吉爾和威爾斯王妃戴安娜（母姓斯賓塞）的遠親。另外，他也是來自美國的范德比爾特家族的後裔（其曾祖母康斯薇露·范德比爾特就出身於該家族）。

## 生平
詹姆斯·斯賓塞-邱吉爾出生於牛津，是第十一代馬爾博羅公爵約翰·史賓賽-邱吉爾和第一任妻子蘇珊·瑪麗·霍恩比（Susan Mary Hornby）的次子。他曾先後就讀於哈羅公學和皇家農業學院。
為免公爵家族所擁有的布倫海姆宮受行為悖亂的詹姆斯（當時他仍是布蘭德福德侯爵）影響，其父曾在1994年興訟以確保他永遠不能取得布倫海姆宮的控制權，但父子二人之間的關係其後有所轉圜，更一同參與過第四台的一齣紀錄片。
1983年，詹姆斯因襲警罪被判感化令，並於翌年因違反感化令而被判入獄三個月。他在1985年因擅闖藥店而再次被判罰感化令，並被罰款1,000英鎊。詹姆斯在1986年干犯毒品相關罪行，並承認自己曾在四個月內花費約20,000英鎊購買可卡因。
1995年，詹姆斯再因偽造醫生處方以滿足自己的藥癮而被判入獄一個月。他在2007年9月再次因攻擊其他駕駛者的車輛而觸犯兩項危險駕駛罪和一項毀棄損壞罪，被法庭判處有期徒刑六個月，並停牌三年半。2013年，一名信奉錫克教的計程車司機指控詹姆斯曾使用帶有種族歧視的言語辱罵他。
公爵在2022年參選伍德斯托克鎮議會議員，並以512票成功當選。

## 繼承爵位
詹姆斯在父親於2014年去世後繼承爵位為第十二代馬爾博羅公爵。布倫海姆宮的發言人在其襲爵後對《牛津郵報》指出，布倫海姆宮會由多名信托人繼續管理，但公爵本人可成為其中一名信托人。《每日電訊報》的報道則如此寫道：
|  | 管理英國最大的鄉間邸宅之一的責任現在交給了58歲的傑米·布蘭德福。他已故的父親曾形容他是「家族的害群之馬」，但父子二人的關係其後好轉。 |

## 電視亮相
2009年6月24日，詹姆斯出演了BBC的電視紀錄片《名人流浪記（Famous, Rich and Homeless）》。在該節目中，參與拍攝的名人嘉賓只獲發一個睡袋，並需要在街頭渡過三個晚上，但他拒絕露宿街頭（sleep rough）。
詹姆斯聲稱他在一家五星級酒店的停車場渡過了第一個晚上，但節目組發現他的睡袋從未被打開過，他其後更要求在第二天晚上入住酒店。雖然他保證會在第三天晚上嘗試露宿，但他拒絕繼續參與拍攝，並最終於第二晚退出節目。另外一位參賽者哈迪普·辛格·科利指他的行為是「不尊重所有露宿者（disrespectful to all the people out there）」。

## 婚姻與子嗣
詹姆斯與第一任妻子麗貝卡·瑪麗·菲尤·布朗（Rebecca Mary Few Brown）於1990年2月24日在位於伍德斯托克的聖抹大拉的馬利亞教堂舉行婚禮。詹姆斯和麗貝卡在1998年宣佈離婚。二人育有一個兒子：
- 布蘭德福德侯爵喬治·約翰·戈多芬·斯賓塞-邱吉爾（英语：George Spencer-Churchill, Marquess of Blandford）（1992年7月28日出生）：他在其父於2014年繼承公爵爵位前曾使用桑德蘭伯爵（英语：Earl of Sunderland）作為禮節性頭銜，現在是馬爾博羅公爵爵位的法定繼承人。他於2018年9月8日在父母結婚的聖抹大拉的馬利亞教堂與任職室內設計師的妻子卡米拉·索普（Camilla Thorp）舉行婚禮[13]。

他的第二任妻子是埃德拉·格里菲斯，並於2002年3月1日在伍德斯托克註冊處結婚。二人育有一子一女：
- 阿拉明塔·克萊門汀·梅根·斯賓塞-邱吉爾女勳爵（2007年4月8日出生）
- 卡斯帕·薩沙·艾弗斯賓塞-邱吉爾勳爵（2008年10月18日出生）

## 紋章
|  | 採用日期1817年（由第五代馬爾博羅公爵採用） 冠冕公爵冠冕（於盾紋之上） 神聖羅馬帝國的親王冠冕（於雙頭鷹之上） 飾章左：俯伏並面向視者的銀獅，右爪持一金旗杆紅旗，紅旗上有一手掌（代表邱吉爾家族）。 右：公爵冠冕之上一獅鷲頭，兩翅伸展，頸戴兩紅色頸圈（代表斯賓塞家族）。 盾紋四等分—— 第一和第四分區：黑底上一躍立白獅，左上角一白底紅十字（代表邱吉爾家族）； 第二和第三分區：銀紅四等分，第二和第三小分區有一金色網飾，全分區上一黑色斜條，斜條上三隻扇貝貝殼（代表斯賓塞家族）； 盾頂上一小紋章：白底紅十字中内含一藍底三朵金百合。 扶盾者左右均爲一紅飛龍，翅尖向上 置於盾紋之後為神聖羅馬帝國之雙頭鷹 銘言忠誠但不幸（FIEL PERO DESDICHADO） |